# Kitajima Yuji
Kitajima Yuji (sinh ngày 4 tháng 8 năm 2000) là một cầu thủ bóng đá người Nhật Bản.

## Sự nghiệp câu lạc bộ
Kitajima Yuji hiện đang chơi cho Avispa Fukuoka.